# خلیل اوموت ملر
خلیل اوموت ملر (زاده ۱ اوت ۱۹۸۶) یک داور فوتبال اهل ترکیه است. او از سال ۲۰۱۷ در فهرست فیفا و از سال ۲۰۲۲ عضو هیئت نخبگان یوفا بوده است. در دسامبر ۲۰۲۳، او پس از حمله در پایان مسابقه سوپر لیگ ترکیه بین آنکاراگوچو و چایکور ریزه اسپور ، در بیمارستان بستری شد، حادثه ای که منجر به تعلیق یک هفته ای فوتبال در ترکیه شد.